# CV JAV Olímpico
CV JAV Olimpico (spanska: Club Voleibol Jóvenes Aficionados al Voleibol Olimpico) är en volleybollklubb (damer) från Las Palmas (Schamann), Kanarieöarna, Spanien, grundad 1988. Elitlaget är (under namnet IBSA CV CCO 7 Palmas) väletablerat i Superliga Femenina de Voleibol (spanska högstaserien) De har blivit spanska mästare tre gånger, har vunnit spanska cupen en gång och spanska supercupen två gånger.